# Rozwój bazypetalny

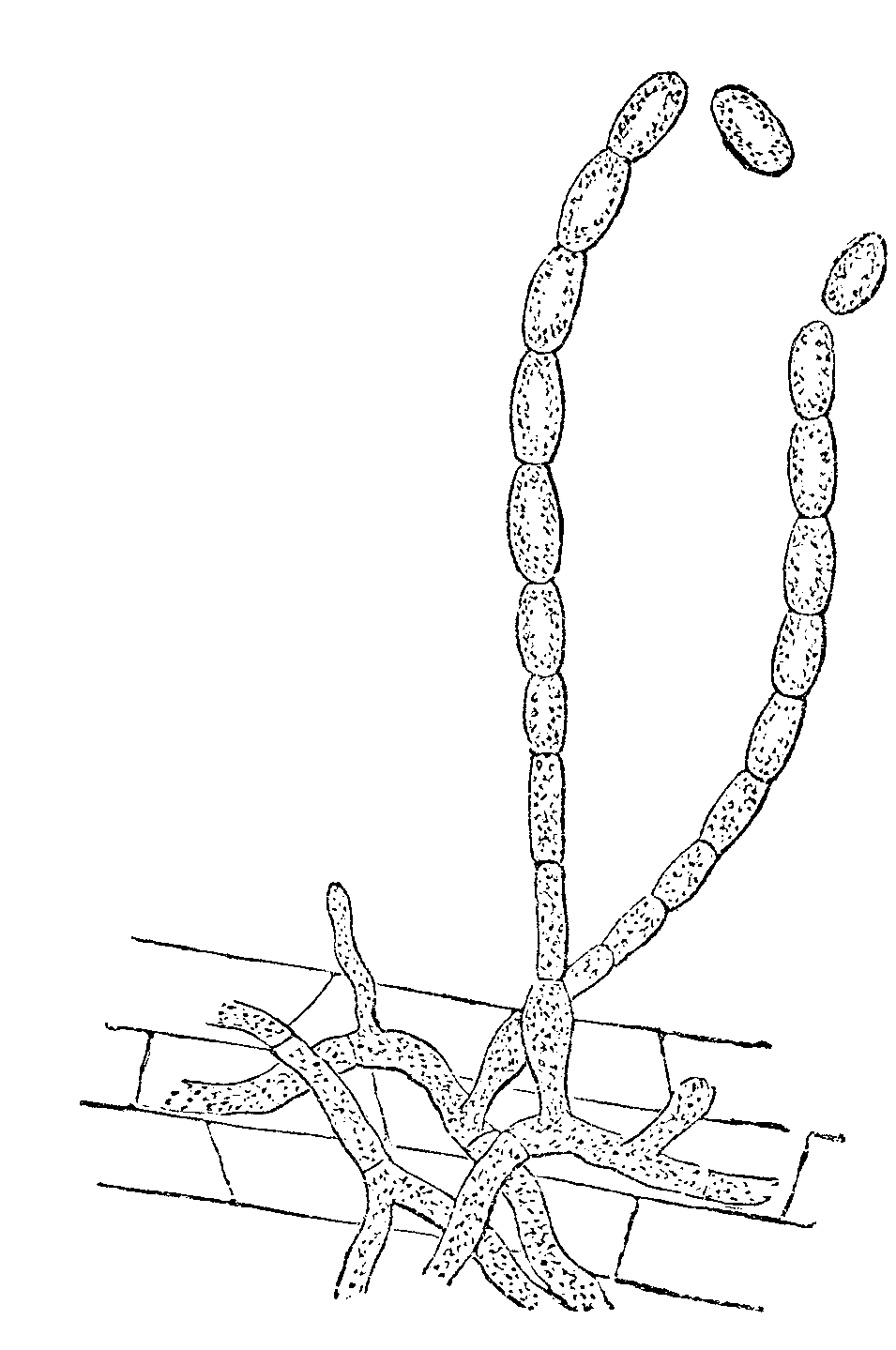
Bazypetalny łańcuszek konidiów Erysiphe sp.

Rozwój bazypetalny – u roślin jest to rodzaj rozwoju odbywający się od szczytu pędu do jego podstawy. W wyniku takiego rozwoju najstarsze komórki znajdują się na szczycie pędu. Taki rozwój charakteryzuje np. kwiaty.
U grzybów rozwój bazypetalny występuje w niektórych rodzajach konidiogenezy, czyli bezpłciowego wytwarzania zarodników konidialnych. Ma to miejsce wtedy, gdy wszystkie konidia wytwarzane są przez tę samą komórkę konidiotwórczą. Powstają w ten sposób bazypetalne łańcuszki konidiów, w których najmłodsze konidium znajduje się u podstawy łańcuszka (przy komórce konidiotwórczej), najstarsze na szczycie łańcuszka.
Przeciwieństwem rozwoju bazypetalnego jest rozwój akropetalny, podczas którego u roślin najmłodsze komórki znajdują się na szczycie pędów, u grzybów najmłodsze konidia na szczycie łańcuszków akropetalnych.